# Strubtal

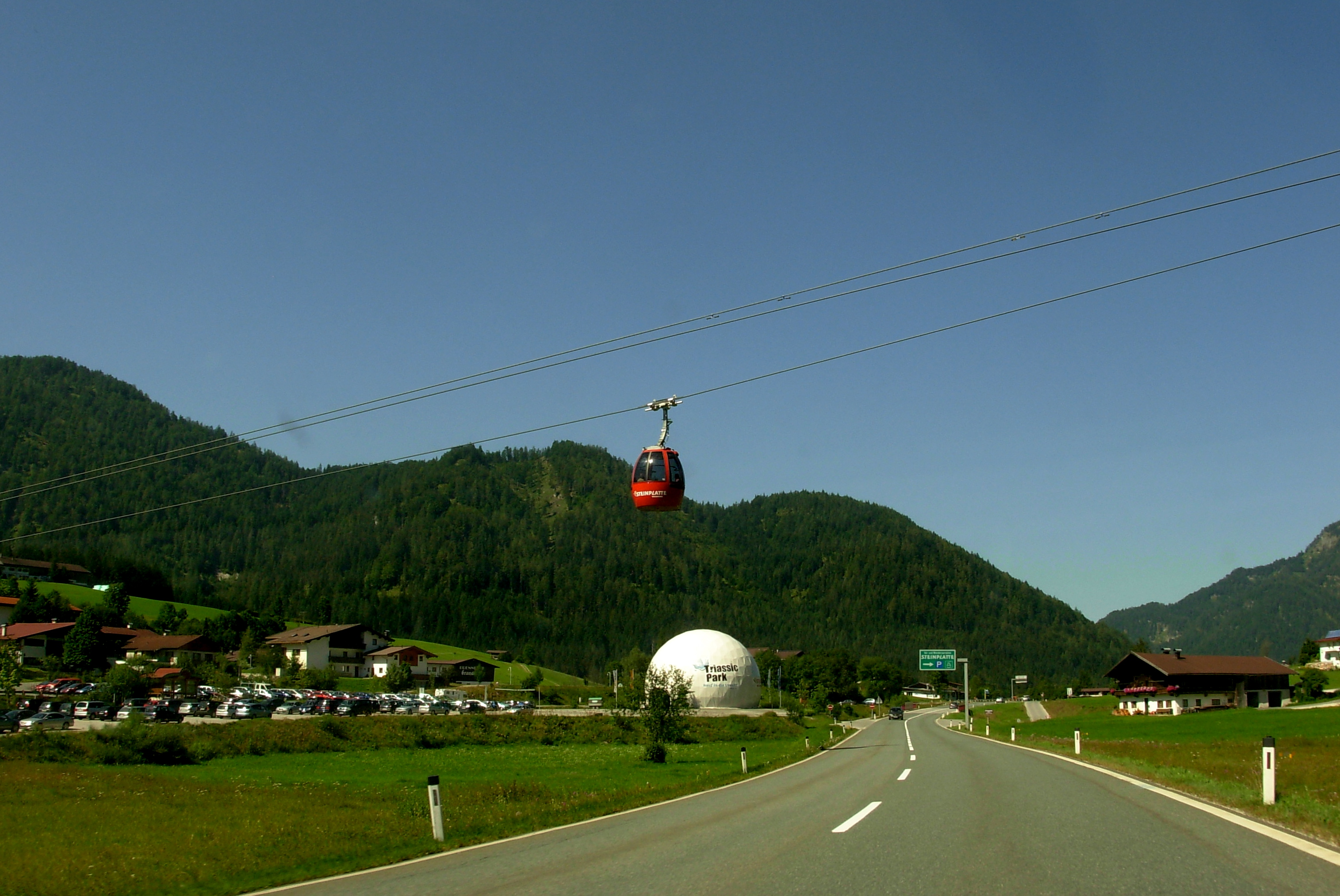
Tal bei Waidring

Das Strubtal ist ein westliches Seitental des Saalachtals erstreckt sich vom salzburgischen Lofer (626 m) bis zum tirolischen Waidring (778 m) und verläuft zwischen Steinplatte und Grubhörndl auf der nördlichen und den Loferer Steinbergen auf der südlichen Talseite. Der Haselbach (Strubache, Strubbach), der als Grieselbach aus dem Pillerseetal und dem Pillersee kommend, das Strubtal entwässert, mündet als Loferbach bei Lofer in die Saalach. Von Lofer führt eine wichtige Verbindungsstraße, die Loferer Straße (B 178) durch das Strubtal. Sie führt über den Pass Strub (677 m), einem Talpass, und steigt über 100 m nach Waidring an, um dann ins Leukental nach Erpfendorf (634 m) und St. Johann in Tirol (659 m) abzufallen. Sie verbindet Salzburg mit Tirol.
Nachbarregionen
|              | Heutal (Pinzgau Sbg.) (Steinplatte)         |                                       |
| Leukental    | Kompassrose, die auf Nachbargemeinden zeigt | Unterer Saalachpinzgau (Pinzgau Sbg.) |
| Pillerseetal | (Loferer Steinberge)                        |                                       |